# ヒル空軍基地
ヒル空軍基地（ヒルくうぐんきち、英: Hill Air Force Base）は、ユタ州オグデンに位置するアメリカ空軍の基地である。航空機や装備品の改修・改造を行うオグデン航空兵站施設が所在している。また、ヒル航空宇宙博物館が隣接している。

## 概要
1939年、アメリカ陸軍航空隊の航空補給処にユタ州オグデン近郊が選定されて飛行場の建設を開始し、1940年11月にヒル・フィールドとして開設された。
1942年12月にアメリカが第二次世界大戦に参戦後、基地は各種戦闘機や爆撃機に対する重要な整備拠点として機能した。
第二次世界大戦後の1947年9月にアメリカ陸軍からアメリカ空軍が独立後は、空軍兵站軍団の基地となり、1948年にヒル空軍基地へ名称変更された。1950年に勃発した朝鮮戦争においては朝鮮半島に派遣される航空機の整備・修理を行う拠点となった。
1975年12月にはタイのコーラート空軍基地から戦術航空軍団隷下の第388戦術戦闘航空団が移駐、F-16戦闘機の配備が行われており、同航空団は2015年にF-35A戦闘機への機種転換を開始している。

## 所在部隊
第75基地航空団隷下
- 第75運用支援中隊
- 第75施設群
  - 第75施設中隊
  - 第775施設中隊
- 第75任務支援群
  - 第75契約中隊
  - 第75情報通信中隊
  - 第75兵站即応中隊
  - 第75福利厚生中隊
  - 第75警備中隊
- 第75医療群
  - 第75即応医薬品管理中隊
  - 第75医療運用中隊
  - 第75歯科中隊
  - 第75医療支援中隊

空軍後方支援センター隷下
- オグデン航空兵站施設（英語版）
  - 第309航空機整備群
  - 第309物資整備群
  - 第309電子機器整備群
  - 第309整備支援群
  - 第309ミサイル整備群
  - 第309ソフトウェア工学群
- 第448サプライチェーン管理航空団（英語版）
  - 第748サプライチェーン管理群
    - 第414サプライチェーン管理中隊
    - 第415サプライチェーン管理中隊
    - 第416サプライチェーン管理中隊
    - 第417サプライチェーン管理中隊
    - 第419サプライチェーン管理中隊

空軍ライフサイクル管理センター隷下
- 戦闘機/爆撃機総局
  - A-10部
  - F-16部
  - F-22部
  - F-35作戦地
- 武器総局
  - 軍需品部
- 戦闘管理総局
  - 航空宇宙イネーブラー部
- 機動総局
  - 完成・実証航空機部
- 兵站総局
  - 製品情報サービス部
- 迅速戦闘支援総局
  - 自動試験システム部

空軍核兵器センター隷下
- 大陸間弾道ミサイルシステム部

第15空軍隷下
- 第388戦闘航空団（英語版）
  - 第388作戦群（英語版）
    - 第4戦闘飛行隊（英語版） - F-35A
    - 第34戦闘飛行隊（英語版） - F-35A
    - 第421戦闘飛行隊（英語版） - F-35A
    - 第729航空管制中隊（英語版）
    - 第388作戦支援中隊

  - 第388整備群
    - 第388航空機整備中隊
    - 第388整備中隊

  - ユタ試験訓練場

第10空軍隷下
- 第419戦闘航空団（英語版）
  - 第419作戦群（英語版）
    - 第466戦闘飛行隊（英語版） - F-35A

  - 第419整備群
    - 第419航空機整備中隊
    - 第419整備中隊
    - 第419戦闘後方支援中隊
    - 第419整備運用小隊

  - 第419運用支援群
    - 第69飛行場業務中隊
    - 第419施設中隊
    - 第419兵站即応中隊
    - 第419警備中隊
    - 第419任務支援小隊